# Astraeodes areuta
Astraeodes areuta är en fjärilsart som beskrevs av John Obadiah Westwood 1851. Astraeodes areuta ingår i släktet Astraeodes och familjen Riodinidae. Inga underarter finns listade i Catalogue of Life.